# Bulbophyllum bigibbosum
Bulbophyllum bigibbosum är en orkidéart som beskrevs av Johannes Jacobus Smith. Bulbophyllum bigibbosum ingår i släktet Bulbophyllum och familjen orkidéer. Inga underarter finns listade i Catalogue of Life.